# Lee Isaac Chung
Lee Isaac Chung (19 de outubro de 1978) é um diretor de cinema e roteirista estadunidense. Seu longa-metragem de estreia Munyurangabo (2007) foi Seleção Oficial do Festival de Cannes de 2007. Foi o primeiro filme narrativo da história em língua quiniaruanda, e foi uma Seleção Oficial no Festival de Cannes, no Festival Internacional de Cinema de Berlim, no Festival Internacional de Cinema de Toronto, no Festival Internacional de Cinema de Busan. Também dirigiu os longas-metragens Lucky Life (2010), Abigail Harm (2012), o aclamado Minari (2020), onde Chung venceu os dois prêmios em que foi indicado no Festival Sundance de Cinema e Twisters (2024).